# Transgresija u vezi
Transgresija u intimnom odnosu označava situacije u kojima jedan od učesnika krši implicitna ili eksplicitna pravila te veze. O tome šta se može smatrati transgresijom postoje različita mišljenja kod ljudi - za neke to predstavlja eksplicitno kršenje "pravila", dok su za neke to postupci koji implicitno nanose štetu ili emocionalnu bol jednom od partnera, dok je najčešći i najeksplicitniji oblik transgresije preljuba.
Uobičajeni oblici prestupa su sledeći: upoznavanje sa drugima, želja za druženjem s drugima, seks sa drugima, obmanjivanje nečijeg partnera, flert sa nekim drugim, ljubljenje sa nekim drugim, čuvanje tajni, emocionalno povezivanje sa nekim drugim i izdavanje partnerovog poverenja.

## Literatura
- Aune, R.K., Metts, S., & Hubbard, A.S.E. (1998).  Managing the outcomes of discovered deception.  Journal of Social Psychology, 138, 677-689.
- Ashton, M.C., Paunonen, S.V., Helmes, E., & Jackson, D.N. (1998).  Kin altruism, reciprocal altruism, and the Big Five personality factors.  Evolution and Human Behavior, 19, 243-255.
- Bachman, G.F., & Guerrero, L.K. (2006). Forgiveness, apology, and communicative responses to hurtful events. Communication Reports, 19, 45-56.
- Barr-Zisowitz, C. (2000).  “Sadness” – Is there such a thing?  In M. Lewis & J.M. Haviland-Jones (Eds.), Handbook of emotions (2nd ed., pp 607–622).  New York:  Guilford.
- Baumeister, R.F., Exline, J.J., & Sommer, K.L. (1998).  The victim role, grudge theory, and two dimensions of forgiveness.  In E.L. Worthington (Ed.), Dimensions of forgiveness: Psychological research and theological perspectives (pp. 79–104).  Philadelphia:  Templeton Foundation Press.
- Berry, J.W., & Worthington, E.L., Jr. (2001).  Forgivingness, relationship quality, stress while imagining relationship events, and physical and mental health.  Journal of Counseling Psychology, 48, 447-455.
- Berry, J.W., Worthington, E.L, Jr., O’Connor, L.E., Parrott, L., III, & Wade, N.G. (2005).  Forgiveness, vengeful rumination, and affective traits.  Journal of Personality, 73, 183-229.
- Boon, S.D., & Sulsky, L.M. (1997).  Attributions of blame and forgiveness in romantic relationships:  A policy capturing study.  Journal of Social Behavior and Personality, 12, 19-44.
- Buller, D.B., & Burgoon, J.K. (1996). Interpersonal Deception Theory. Communication Theory, 6, 203-242.
- Burgoon, J.K., Blair, J.P., & Strom, R.E. (2008). Cognitive biases and nonverbal cue availability in detecting deception. Human Communication Research, 34, 572-599.
- Burgoon, J.K., & Qin, T. (2006). The dynamic nature of deceptive verbal communication. Journal of Language and Social Psychology, 25, 76-96.
- Cameron, J.J., Ross, M., & Holmes, J.G. (2002). Loving the one you hurt:  Positive effects of recounting a transgression against an intimate partner. Journal of Experimental Social Psychology, 38, 307-314.
- Cann, A., & Baucom, T.R. (2004). Former partners and new rivals as threats to a relationship: Infidelity type, gender, and commitment as factors related to distress and forgiveness. Personal Relationships, 11, 305-318.
- Carson, C.L., & Cupach, W.R. (2000). Fueling the flames of the green-eyed monster:  The role of ruminative thought in reaction to romantic jealousy. Western Journal of Communication, 64, 308-329.
- Darby, B.W., & Schlenker, B.R. (1982).  Children’s reactions to apologies.  Journal of Personality and Social Psychology, 43, 743-753.
- Darby, B.W., & Schlenker, B.R. (1989).  Children’s reactions to transgressions:  Effects of the actor’s apology, reputation, and remorse.  British Journal of Social Psychology, 28, 353-364.
- Docan-Morgan, T., & Docan, C.A. (2007). Internet infidelity:  Double standards and the differing views of women and men. Communication Quarterly, 55, 317-342.
- Emmons, R.A. (2000).  Personality and forgiveness.  In M.E. McCullough, K.I. Pargament, & C.E. Thoresen (Eds.), Forgiveness:  Theory, research, and practice (pp. 156–175). New York:  Guilford.
- Exline, J.J., Baumeister, R.F., Bushman, B.J., Campbell, W.K., & Finkel, E.J. (2004).  Too proud to let go:  Narcissistic entitlement as a barrier to forgiveness.  Journal of Personality and Social Psychology, 87, 894-912.
- Fincham, F.D. (2000).  The kiss of the porcupines:  From attributing responsibility to forgiving,  Personal Relationships, 7, 1-23.
- Fincham, F.D., Paleari, F.G., & Regalia, C. (2002).  Forgiveness in marriage:  The role of relationship quality, attributions, and empathy. Personal Relationships, 9, 27-37.
- Fine, M.A., & Olson, K.A. (1997). Anger and hurt in response to provocation:  Relationship to psychological adjustment. Journal of Social Behavior and Personality, 12, 325-344.
- Fleischmann, A.A., Spitzberg, B.H., Andersen, P.A., & Roesch, S.C. (2005). Tickling the monster:  Jealousy induction in relationships. Journal of Social and Personal Relationships, 22, 49-73.
- Guerrero, L., Anderson, P., Afifi, W. (2007).  Close Encounters:  Communication in Relationships (2nd ed.).  Los Angeles: Sage Publications.
- Guerrero, L.K., Andersen, P.A., Jorgensen, P.F., Spitzberg, B.H., & Eloy, S.V. (1995). Coping with the green-eyed monster:  Conceptualizing and measuring communicative responses to romantic jealousy. Western Journal of Communication, 59, 270-304.
- Hoyt, W.T., McCullough, M.E., Fincham, F.D., Maio, G., & Davila, J. (2005).  Responses to interpersonal transgressions in families:  Forgivingness, forgivability, and relationship-specific events.  Journal of Personality and Social Psychology, 89, 375-394.
- Izard, C.E., & Ackerman, B.P. (2000).  Motivational, organizational, and regulatory functions of discrete emotions.  In M. Lewis & J.M. Haviland-Jones (Eds.), Handbook of emotions (2nd ed., pp. 253–264). New York:  Guilford.
- Kelly, D.L. (1998).  The communication of forgiveness.  Communication Studies, 49, 1-17.
- Konstam, V., Holmes, W., & Levine, B. (2003).  Empathy, selfism, and coping as elements of the psychology of forgiveness:  A preliminary study.  Counseling and Values, 47, 172-183.
- Leary, M.R., Springer, C., Negel, L., Ansell, E., & Evans, K. (1998). The causes, phenomenology, and consequences of hurt feelings. Journal of Personality and Social Psychology, 74, 1225-1237.
- Levine, T.R., McCornack. S.A., & Avery, P.B. (1992). Sex differences in emotional reactions to discovered deception. Communication Quarterly, 40, 289-296.
- McCullough, M.E., Bellah, C.G., Kilpatrick, S.D., & Johnson, J.L. (2001).  Vengefulness:  Relationships with forgiveness, rumination, well-being, and the Big Five.  Personality and Social Psychology Bulletin, 27, 601-610.
- McCullough, M.E., Rachal, K.C., Sandage, S.J., Worthington, E.L., Jr., Brown, S.W., & Hight, T.L. (1998).  Interpersonal forgiving in close relationships: II.  Theoretical elaboration and measurement.  Journal of Personality and Social Psychology, 75,  1586-1603.
- McCullough, M.E., Worthington, E.L, Jr., & Rachal, K.C. (1997).  Interpersonal forgiving in close relationships.  Journal of Personality and Social Psychology, 73, 321-336.
- Metts, S., & Cupach, W. (2007).  Responses to Relational Transgressions:  Hurt, Anger, and Sometimes Forgiveness.  In B. Spitzberg & W. Cupach (Eds.), The Dark Side of Interpersonal Communication (pp. 243–274).  New York: Routledge.
- Metts, S., Morse, C. & Lamb, E. (2001, November).  The influence of relational history on the management and outcomes of relational transgressions.  Paper presented at the convention of the National Communication Association. Atlanta, GA.
- Millar, M., & Millar, K. (1995). Detection of deception in familiar and unfamiliar persons:  The effects of information restriction. Journal of Nonverbal Behavior, 19, 69-83.
- Mongeau, P.A., Hale, J.L., & Alles, M. (1994).  An experimental investigation of accounts and attributions following sexual infidelity.  Communication Monographs, 61, 326-344.
- Roberts, R.C. (1995). Forgivingness. American Philosophical Quarterly, 32, 289-306.
- Rozin, P, Haidt, J., & McCauley, C.R. (2000).  Disgust.  In M. Lewis & J.M. Haviland-Jones (Eds.), Handbook of emotions (2nd ed. pp. 607–622).  New York: Guilford.
- Shackelford, T.K., Buss, D.M., & Bennett, K. (2002). Forgiveness or breakup:  Sex differences in responses to a partner's infidelity. Cognition and Emotion, 16, 299-307.
- Thompson, L.Y., Snyder, C.R., Hoffman, L., Michael, S.T. Rasmussen, H.N., Billings, L.S., et al. (2005).  Dispositional forgiveness of self, others, and situations.  Journal of Personality, 73, 313-359.
- Vrij, A. (2008). Detecting lies and deceit:  Pitfalls and opportunities. West Sussex, England: John Wiley & Sons, Ltd.
- Wade, N.G. & Worthington, E.L. (2003).  Overcoming interpersonal offenses:  Is forgiveness the only way to deal with unforgiveness?  Journal of Counseling and Development, 81, 343-353.
- Witvleit, C., Ludwig, T.E., & Vander Lann, K. (2001).  Granting forgiveness or harboring grudges:  Implications for emotion, physiology, and health. Psychological Science, 11, 117-123.
- Wolf-Smith, J.H., & LaRossa, R. (1992).  After he hits her.  Family Relations, 41, 324-329.
- Worthington, E.L. Jr. (1998).  The pyramid model of forgiveness:  Some interdisciplinary speculations about unforgiveness and the promotion of forgiveness.  In E.L. Worthington, Jr. (Ed.), Dimensions of forgiveness:  Psychological research and theological perspectives (pp. 107–138).  Philadelphia:  Templeton Foundation Press.
- Younger, J.W., Piferi, R.L., Jobe, R.L., & Lawler, K.A. (2004).  Dimensions of forgiveness:  The views of laypersons.  Journal of Social and Personal Relationships, 21, 837-855.
- Young, S.L. (2004). Factors that influence recipients' appraisals of hurtful communication. Journal of Social and Personal Relationships, 21, 291-303.